# Johannes Dierkes
Johannes Dierkes (* 21. Januar 1900 in Daseburg; † 28. Januar 1970 in Langensteinbach) war ein deutscher Landrat des Landkreises Ottweiler.

## Leben
Dierkes legte am humanistischen Gymnasium Marianum in Warburg sein Abitur ab. Noch im selben Jahr wurde er im Juni Seeoffiziersaspirant in Kiel beim Geschwader der Ostseestation und blieb dort bis April 1919. Von 1919 bis 1923 studierte er Staats- und Wirtschaftswissenschaften in Würzburg und Göttingen. Danach war er drei Jahre bei der Zentrale des Deutschen Gewerkschaftsbundes in Berlin tätig.
In den Jahren 1925 und 1926 war Dierkes nacheinander bei Amt und Gemeinde Eickel, beim Finanzamt Wanne, beim Amt Aplerbeck und bei den Kreisverwaltungen Gelsenkirchen und Hörde angestellt. Am 16. November 1926 wurde er Referent bei der Reichsarbeitsverwaltung. Zum 16. April 1928 war er ebenfalls als Referent beim Deutschen Städtetag in Berlin für Steuer- und Finanzfragen tätig. Am 1. Mai wurde er hauptamtlicher Beigeordneter der Stadt Neunkirchen.
Nach der Zwangspensionierung am 1. März 1935 erfolgte wenige Wochen später die Verhaftung durch die Gestapo. Anfang Mai wurde Dierkes wieder entlassen.
Vom 1. Oktober 1935 bis 15. Februar 1937 arbeitete er als Versicherungsagent und Steuersyndikus. Er begann am 1. November 1937 in Würzburg ein Medizinstudium am Missionsärztlichen Institut und führte sein Studium bis zum Kriegsbeginn fort. Dierkes wurde zwar Anfang April 1940 in den Kriegsdienst eingezogen, er setzte aber noch als Soldat sein Studium in Kiel, Königsberg und Marburg fort. 1942 legte er im September sein medizinisches Staatsexamen ab und fand danach Verwendung als Marineassistenzarzt bzw. Stabsarzt. Nach dem Krieg ließ er sich im Januar 1948 als Arzt in Eversen nieder. Zuvor war er in einem Typhuslazarett und als Lungenfürsorgearzt des Landes Schaumburg-Lippe tätig gewesen. 1951 wurde er als Opfer des Nationalsozialismus anerkannt.
Zum 1. Juli 1951 wurde Dierkes, der Mitglied der CDU war, zum kommissarischen Landrat des Landkreises Ottweiler ernannt. Die endgültige Ernennung erfolgte rückwirkend zum 1. Mai 1952. Er wurde mit Wirkung zum 1. Februar 1965 aufgrund des Erreichens der Altersgrenze in den Ruhestand versetzt und kommissarisch mit der Wahrnehmung der Geschäfts des Landrats betraut. Von 1962 bis 1965 saß er dem saarländischen Landkreistag vor.
Dierkes war zweimal verheiratet. Seine erste Frau, Maria Müller, heiratete er am 31. Mai 1927 in Berlin und hatte mit ihr drei Kinder. Im Jahr 1949 heiratete er Hildegard Rathke, mit der er eine Tochter hatte. Eines seiner Kinder, sein Sohn Wolfgang, heiratete 1962 Ruth Pfordt, die als Fernsehansagerin beim Saarländischen Rundfunk bekannt wurde.